# Travail allemand
Pour les articles homonymes, voir TA.
Le Travail allemand (TA), également appelé « Travail antifasciste allemand », ou « Travail anti-allemand » était une partie de la Résistance intérieure française créée par le Comité central du Parti communiste français (PCF) après la défaite alliée au cours de la bataille de France. Il englobait tous les membres germanophones de la Main-d'œuvre immigrée (MOI), fondée en 1924.

## Contexte: les antinazis allemands en France autour de 1940
Dans les années 1930, près de 30 000 Allemands et réfugiés germanophones vivaient en France. Parmi eux, plusieurs milliers de volontaires qui avaient combattu du côté des Républicains pendant la Guerre d’Espagne, ainsi que beaucoup d’artistes, de scientifiques, beaucoup de juifs et autres victimes des persécutions raciales du Troisième Reich, mais aussi des démocrates bourgeois, des syndicalistes et des hommes politiques persécutés[réf. nécessaire].
Avec l’occupation de la France par la Wehrmacht, après la défaite de mai 1940, qui avait été précédée par la drôle de guerre et la bataille de France, ces émigrants étaient fortement menacés. Beaucoup d’entre eux tentèrent de fuir, certains se suicidèrent, beaucoup entrèrent dans la clandestinité, cherchèrent à y survivre et commencèrent à y combattre sous des formes très diverses contre l’occupant. C’est à ce moment que le Travail allemand fut créé comme organisation spéciale de combat de la Résistance, à laquelle appartenaient en particulier des milliers de combattants clandestins germanophones, et, au-delà, des combattants de presque tous les pays d’Europe.
La réunion de création du TA regroupe les futurs dirigeants de ce réseau, à savoir « Gérard » (Artur London), « Gaston » (Otto Niebergall, membre du Parti communiste d'Allemagne ou KPD) et Leo Langer, membre du Parti communiste d'Autriche (KPÖ).

## Activité
Le but du travail du TA était de pénétrer la machine de guerre nazie et, par un travail idéologique antifasciste, de combattre l’idéologie inculquée aux soldats afin de déployer une action en faveur de la paix dans l’armée allemande et ses organes administratifs et de services.

### Vidéographie
- [vidéo] Frankreichs fremde Patrioten – Deutsche in der Résistance. Réalisation : Wolfgang Schoen, Frank Gutermuth, Allemagne, 2006, 53 min.
- [vidéo] Du Travail Allemand au travail de mémoire - Gerhard Leo, ein Deutscher in der Résistance. Réalisation : Bodo Kaiser, Allemagne, 2003, 60 min.